# Selección de balonmano de Chile
La selección de balonmano de Chile es el equipo formado por jugadores de nacionalidad chilena que representan a Chile y a la Federación Chilena de Balonmano en las competiciones internacionales organizadas por la Federación Internacional de Balonmano (IHF) y el Comité Olímpico Internacional (COI).
Bajo la dirección del español Mateo Garralda, se han conseguido los mayores hitos en la historia de la selección: la medalla de plata en el Panamericano 2016 celebrado en Buenos Aires, la primera victoria ante un rival europeo en un Campeonato Mundial de Balonmano, conseguida ante Bielorrusia en Francia 2017, alcanzando el decimosexto puesto en el Campeonato Mundial de Balonmano Masculino de 2019.
Desde octubre de 2022 el entrenador es Aitor Etxaburu, que compatibiliza esa función con la de director técnico. 
Marco Oneto y Rodrigo Salinas son los capitanes, y el mismo Salinas es el goleador histórico.

## Historial

### Campeonato Mundial
| Bandera de Alemania            | 1938  | No clasificó    | No clasificó | No clasificó | No clasificó | No clasificó | No clasificó | No clasificó | No clasificó | No clasificó | No clasificó | No clasificó | No clasificó |
| Bandera de Suecia              | 1954  | No clasificó    | No clasificó | No clasificó | No clasificó | No clasificó | No clasificó | No clasificó | No clasificó | No clasificó | No clasificó | No clasificó | No clasificó |
| Bandera de Alemania Oriental   | 1958  | No clasificó    | No clasificó | No clasificó | No clasificó | No clasificó | No clasificó | No clasificó | No clasificó | No clasificó | No clasificó | No clasificó | No clasificó |
| Bandera de Alemania Occidental | 1961  | No clasificó    | No clasificó | No clasificó | No clasificó | No clasificó | No clasificó | No clasificó | No clasificó | No clasificó | No clasificó | No clasificó | No clasificó |
| Bandera de Checoslovaquia      | 1964  | No clasificó    | No clasificó | No clasificó | No clasificó | No clasificó | No clasificó | No clasificó | No clasificó | No clasificó | No clasificó | No clasificó | No clasificó |
| Bandera de Suecia              | 1967  | No clasificó    | No clasificó | No clasificó | No clasificó | No clasificó | No clasificó | No clasificó | No clasificó | No clasificó | No clasificó | No clasificó | No clasificó |
| Bandera de Francia             | 1970  | No clasificó    | No clasificó | No clasificó | No clasificó | No clasificó | No clasificó | No clasificó | No clasificó | No clasificó | No clasificó | No clasificó | No clasificó |
| Bandera de Alemania Oriental   | 1974  | No clasificó    | No clasificó | No clasificó | No clasificó | No clasificó | No clasificó | No clasificó | No clasificó | No clasificó | No clasificó | No clasificó | No clasificó |
| Bandera de Dinamarca           | 1978  | No clasificó    | No clasificó | No clasificó | No clasificó | No clasificó | No clasificó | No clasificó | No clasificó | No clasificó | No clasificó | No clasificó | No clasificó |
| Bandera de Alemania Occidental | 1982  | No clasificó    | No clasificó | No clasificó | No clasificó | No clasificó | No clasificó | No clasificó | No clasificó | No clasificó | No clasificó | No clasificó | No clasificó |
| Bandera de Suiza               | 1986  | No clasificó    | No clasificó | No clasificó | No clasificó | No clasificó | No clasificó | No clasificó | No clasificó | No clasificó | No clasificó | No clasificó | No clasificó |
| Bandera de Checoslovaquia      | 1990  | No clasificó    | No clasificó | No clasificó | No clasificó | No clasificó | No clasificó | No clasificó | No clasificó | No clasificó | No clasificó | No clasificó | No clasificó |
| Bandera de Suecia              | 1993  | No clasificó    | No clasificó | No clasificó | No clasificó | No clasificó | No clasificó | No clasificó | No clasificó | No clasificó | No clasificó | No clasificó | No clasificó |
| Bandera de Islandia            | 1995  | No clasificó    | No clasificó | No clasificó | No clasificó | No clasificó | No clasificó | No clasificó | No clasificó | No clasificó | No clasificó | No clasificó | No clasificó |
| Bandera de Japón               | 1997  | No clasificó    | No clasificó | No clasificó | No clasificó | No clasificó | No clasificó | No clasificó | No clasificó | No clasificó | No clasificó | No clasificó | No clasificó |
| Bandera de Egipto              | 1999  | No clasificó    | No clasificó | No clasificó | No clasificó | No clasificó | No clasificó | No clasificó | No clasificó | No clasificó | No clasificó | No clasificó | No clasificó |
| Bandera de Francia             | 2001  | No clasificó    | No clasificó | No clasificó | No clasificó | No clasificó | No clasificó | No clasificó | No clasificó | No clasificó | No clasificó | No clasificó | No clasificó |
| Bandera de Portugal            | 2003  | No clasificó    | No clasificó | No clasificó | No clasificó | No clasificó | No clasificó | No clasificó | No clasificó | No clasificó | No clasificó | No clasificó | No clasificó |
| Bandera de Túnez               | 2005  | No clasificó    | No clasificó | No clasificó | No clasificó | No clasificó | No clasificó | No clasificó | No clasificó | No clasificó | No clasificó | No clasificó | No clasificó |
| Bandera de Alemania            | 2007  | No clasificó    | No clasificó | No clasificó | No clasificó | No clasificó | No clasificó | No clasificó | No clasificó | No clasificó | No clasificó | No clasificó | No clasificó |
| Bandera de Croacia             | 2009  | No clasificó    | No clasificó | No clasificó | No clasificó | No clasificó | No clasificó | No clasificó | No clasificó | No clasificó | No clasificó | No clasificó | No clasificó |
| Bandera de Suecia              | 2011  | Copa Presidente | 22°          | 7            | 1            | 1            | 5            | 164          | 216          | -52          |              |              |              |
| Bandera de España              | 2013  | Copa Presidente | 23°          | 7            | 1            | 0            | 6            | 184          | 236          | -52          |              |              |              |
| Bandera de Catar               | 2015  | Copa Presidente | 23°          | 7            | 1            | 0            | 6            | 165          | 224          | -59          |              |              |              |
| Bandera de Francia             | 2017  | Copa Presidente | 21°          | 7            | 3            | 0            | 4            | 192          | 219          | -27          |              |              |              |
| -                              | 2019  | Copa Presidente | 16°          | 7            | 2            | 0            | 5            | 187          | 236          | -49          |              |              |              |
| Bandera de Egipto              | 2021  | Copa Presidente | 27°          | 7            | 3            | 0            | 4            | 222          | 221          | +1           |              |              |              |
| -                              | 2023  | Copa Presidente | 26°          | 5            | 2            | 0            | 3            | 143          | 141          | +2           |              |              |              |
| Total                          | Total | 7/28            |              | 47           | 13           | 1            | 33           | 1257         | 1493         | -236         |              |              |              |

## Historia
Desde 2011, cuando disputó por primera vez el Campeonato Mundial de Balonmano en Suecia, la selección de balonmano de Chile ha participado de seis campeonatos mundiales, obteniendo hasta el presente tres victorias en la fase de grupos, dos de ellas ante equipos europeos.

### Mundial de Suecia 2011
El XXII Campeonato Mundial de Balonmano Masculino realizado en Suecia fue el debut de la selección chilena en una competición mundial de balonmano. Chile estuvo en el Grupo D y se enfrentó a Eslovaquia, Suecia, Polonia, Argentina y Corea del Sur, obteniendo cuatro derrotas y un empate con la selección de Eslovaquia.
Grupo D
| Equipo        | Pts | PJ | PG | PE | PP | GF  | GC  |  |
| ------------- | --- | -- | -- | -- | -- | --- | --- |  |
| Suecia        | 8   | 5  | 4  | 0  | 1  | 142 | 112 |  |
| Polonia       | 8   | 5  | 4  | 0  | 1  | 143 | 123 |  |
| Argentina     | 7   | 5  | 3  | 1  | 1  | 133 | 114 |  |
| Corea del Sur | 5   | 5  | 2  | 1  | 2  | 137 | 128 |  |
| Eslovaquia    | 1   | 5  | 0  | 1  | 4  | 128 | 156 |  |
| Chile         | 1   | 5  | 0  | 1  | 4  | 117 | 167 |  |

Resultados
| Fecha      | Hora² | Partido¹  | Partido¹ | Partido¹      | Resultado |
| ---------- | ----- | --------- | -------- | ------------- | --------- |
| 13.01.2011 | 20:15 | Suecia    | -        | Chile         | 28-18     |
| 15.01.2011 | 16:15 | Chile     | -        | Corea del Sur | 22-37     |
| 17.01.2011 | 18:15 | Polonia   | -        | Chile         | 38-23     |
| 18.01.2011 | 16:15 | Chile     | -        | Eslovaquia    | 29-29     |
| 20.01.2011 | 18:15 | Argentina | -        | Chile         | 35-25     |

- (¹) – Todos en Gotemburgo.
- (²) – Hora local de Suecia (UTC+1).

Los cuartos, quintos y sextos clasificados de cada grupo jugaron la President Cup para definir los lugares del 13.º al 24.º de este mundial. Tras caer con Brasil y derrotar a Australia, Chile obtuvo el 22.° lugar.
Resultados
| Fecha      | Hora² | Partidos¹ | Partidos¹ | Partidos¹ | Resultado |
| ---------- | ----- | --------- | --------- | --------- | --------- |
| 22.01.2013 | 16:00 | Chile     | -         | Australia | 29-21     |
| 23.01.2013 | 18:00 | Brasil    | -         | Chile     | 18-28     |

- (¹) – Primer partido disputado en  Malmö, Segundo partido en Lund.
- (²) – Hora local de Suecia (UTC+1).

### Mundial de España 2013
Chile formó parte del Grupo B en el Campeonato Mundial de Balonmano Masculino de 2013.
 Grupo B
| Equipo              | J | G | E | P | GF  | GC  | DG  | PTS |
| ------------------- | - | - | - | - | --- | --- | --- | --- |
| Dinamarca           | 5 | 5 | 0 | 0 | 184 | 136 | +48 | 10  |
| Rusia               | 5 | 3 | 1 | 1 | 151 | 131 | +20 | 7   |
| Islandia            | 5 | 3 | 0 | 2 | 153 | 136 | +17 | 6   |
| Macedonia del Norte | 5 | 2 | 1 | 2 | 142 | 143 | -1  | 5   |
| Catar               | 5 | 1 | 0 | 4 | 139 | 166 | -27 | 2   |
| Chile               | 5 | 0 | 0 | 5 | 121 | 178 | -57 | 0   |

- Resultados

| Fecha | Hora  | Partido¹            | Partido¹ | Partido¹ | Resultado |
| ----- | ----- | ------------------- | -------- | -------- | --------- |
| 12.01 | 15:45 | Macedonia del Norte | -        | Chile    | 30-28     |
| 13.01 | 15:45 | Chile               | -        | Islandia | 22-38     |
| 15.01 | 20:15 | Dinamarca           | -        | Chile    | 43-24     |
| 16.01 | 18:00 | Chile               | -        | Catar    | 23-31     |
| 18.01 | 15:45 | Rusia               | -        | Chile    | 36-24     |

- (¹) – Todos en Sevilla.

Los quintos y sextos clasificados de cada grupo jugaron la President Cup para definir los lugares del 17.º al 24.º de este mundial. Tras caer con Montenegro y derrotar a Australia, Chile obtuvo el lugar 23.°.
Resultados
| Fecha      | Hora² | Partidos¹ | Partidos¹ | Partidos¹  | Resultado |
| ---------- | ----- | --------- | --------- | ---------- | --------- |
| 21.01.2013 | 17:45 | Chile     | -         | Montenegro | 31-35     |
| 22.01.2013 | 13:15 | Australia | -         | Chile      | 23-32     |

- (¹) – Todos en Guadalajara.

### Mundial de Catar 2015
Chile formó parte del Grupo A en la cita mundial.
Grupo A
| Equipo      | J | G | E | P | GF  | GC  | DG  | PTS |
| ----------- | - | - | - | - | --- | --- | --- | --- |
| España      | 5 | 5 | 0 | 0 | 132 | 101 | +35 | 10  |
| Catar       | 5 | 4 | 0 | 1 | 137 | 122 | +15 | 8   |
| Eslovenia   | 5 | 3 | 0 | 2 | 134 | 115 | +15 | 6   |
| Brasil      | 5 | 2 | 0 | 3 | 146 | 143 | +3  | 4   |
| Bielorrusia | 5 | 1 | 0 | 4 | 147 | 155 | -8  | 2   |
| Chile       | 5 | 0 | 0 | 5 | 104 | 164 | -60 | 0   |

- Resultados

| Fecha | Hora  | Partido   | Partido | Partido     | Resultado |
| ----- | ----- | --------- | ------- | ----------- | --------- |
| 16.01 | 17:00 | Eslovenia | -       | Chile       | 36-23     |
| 17.01 | 19:00 | Chile     | -       | Catar       | 20-27     |
| 19.01 | 17:00 | España    | -       | Chile       | 37-16     |
| 21.01 | 17:00 | Chile     | -       | Bielorrusia | 23-34     |
| 23.01 | 17:00 | Brasil    | -       | Chile       | 30-22     |

- (¹) – Partidos en Doha y Lusail.

Los quintos y sextos clasificados de cada grupo jugaron la President Cup para definir los lugares del 17.º al 24.º de este mundial. Tras caer con Irán y derrotar a Argelia, Chile obtuvo el lugar 23.°.
Resultados
| Fecha      | Hora² | Partidos¹ | Partidos¹ | Partidos¹ | Resultado |
| ---------- | ----- | --------- | --------- | --------- | --------- |
| 26.01.2013 | 13:00 | Chile     | -         | Irán      | 31-32     |
| 27.01.2013 | 13:00 | Argelia   | -         | Chile     | 28-30     |

- (¹) – Todos en Doha.

### Mundial de Francia 2017
Chile formó parte del Grupo C.
Grupo C
| Equipo         | J | G | E | P | GF  | GC  | DG  | PTS |
| -------------- | - | - | - | - | --- | --- | --- | --- |
| Alemania       | 5 | 5 | 0 | 0 | 159 | 107 | +52 | 10  |
| Croacia        | 5 | 4 | 0 | 1 | 148 | 126 | +22 | 8   |
| Bielorrusia    | 5 | 2 | 0 | 3 | 134 | 145 | -11 | 4   |
| Hungría        | 5 | 2 | 0 | 3 | 147 | 138 | +9  | 4   |
| Arabia Saudita | 5 | 1 | 0 | 4 | 123 | 157 | -34 | 2   |
| Chile          | 5 | 1 | 0 | 4 | 122 | 160 | -38 | 2   |

- Resultados

| Fecha | Hora  | Partido¹    | Partido¹ | Partido¹       | Resultado |
| ----- | ----- | ----------- | -------- | -------------- | --------- |
| 13.01 | 14:00 | Bielorrusia | -        | Chile          | 28-32     |
| 15.01 | 17:45 | Chile       | -        | Alemania       | 14-35     |
| 16.01 | 17:45 | Hungría     | -        | Chile          | 34-29     |
| 18.01 | 20:45 | Croacia     | -        | Chile          | 37-22     |
| 20.01 | 14:00 | Chile       | -        | Arabia Saudita | 25-26     |

- (¹) – Todos en Rouen.

Los quintos y sextos clasificados de cada grupo jugaron la President Cup para definir los lugares del 17.º al 24.º de este mundial. Tras derrotar a Baréin y Japón, Chile obtuvo el lugar 21.°.
Resultados
| Fecha      | Hora² | Partidos¹ | Partidos¹ | Partidos¹ | Resultado |
| ---------- | ----- | --------- | --------- | --------- | --------- |
| 21.01.2013 | 14:00 | Chile     | -         | Baréin    | 35-30     |
| 23.01.2013 | 15:00 | Japón     | -         | Chile     | 29-35     |

- (¹) – Todos en Brest.

### Mundial de Alemania/Dinamarca 2019
Chile formó parte del Grupo C.
 Grupo C 
| Equipo         | J | G | E | P | GF  | GC  | DG  | PTS |
| -------------- | - | - | - | - | --- | --- | --- | --- |
| Dinamarca      | 5 | 5 | 0 | 0 | 167 | 103 | +64 | 10  |
| Noruega        | 5 | 4 | 0 | 1 | 175 | 119 | +56 | 8   |
| Túnez          | 5 | 3 | 0 | 2 | 138 | 147 | -9  | 6   |
| Chile          | 5 | 2 | 0 | 3 | 130 | 167 | -37 | 4   |
| Austria        | 5 | 1 | 0 | 4 | 121 | 148 | -27 | 2   |
| Arabia Saudita | 5 | 0 | 0 | 5 | 112 | 159 | -47 | 0   |

- Resultados

| Fecha | Hora  | Partido¹ | Partido¹ | Partido¹       | Resultado |
| ----- | ----- | -------- | -------- | -------------- | --------- |
| 10.01 | 20:15 | Chile    | -        | Dinamarca      | 16-39     |
| 12.01 | 15:00 | Austria  | -        | Chile          | 24-32     |
| 14.01 | 15:00 | Túnez    | -        | Chile          | 36-30     |
| 15.01 | 18:30 | Noruega  | -        | Chile          | 41-20     |
| 17.01 | 15:00 | Chile    | -        | Arabia Saudita | 32-27     |

- (¹) – Todos en Herning; a excepción del primero, en Copenhague.

Los cuartos, quintos y sextos clasificados de cada grupo jugaron la President Cup para definir los lugares del 13.º al 24.º de este mundial. Tras caer ante Catar y Macedonia, Chile obtuvo el 16.° lugar.
Resultados
| Fecha      | Hora² | Partidos¹           | Partidos¹ | Partidos¹ | Resultado |
| ---------- | ----- | ------------------- | --------- | --------- | --------- |
| 19.01.2013 | 15:30 | Chile               | -         | Catar     | 27-37     |
| 20.01.2013 | 13:00 | Macedonia del Norte | -         | Chile     | 32-30     |

- (¹) – Todos en Colonia.

### Mundial de Egipto 2021
Grupo G
| Equipo              | J | G | E | P | GF | GC  | DG  | PTS |
| ------------------- | - | - | - | - | -- | --- | --- | --- |
| Suecia              | 3 | 3 | 0 | 0 | 97 | 69  | +28 | 6   |
| Egipto              | 3 | 2 | 0 | 1 | 96 | 72  | +24 | 4   |
| Macedonia del Norte | 3 | 1 | 0 | 2 | 71 | 99  | -28 | 2   |
| Chile               | 3 | 0 | 0 | 3 | 84 | 108 | -24 | 0   |

| Fecha | Hora  | Partido¹            | Partido¹ | Partido¹ | Resultado |
| ----- | ----- | ------------------- | -------- | -------- | --------- |
| 13.01 | 19:00 | Egipto              | -        | Chile    | 35-29     |
| 16.01 | 21:30 | Chile               | -        | Suecia   | 26-41     |
| 18.01 | 19:00 | Macedonia del Norte | -        | Chile    | 32-29     |

- (¹) – Todos en El Cairo.

El último lugar de cada grupo jugó la President Cup para definir los lugares del 25.º al 32.º de este mundial. 
Resultados
| Fecha      | Hora² | Partidos¹ | Partidos¹ | Partidos¹     | Resultado |
| ---------- | ----- | --------- | --------- | ------------- | --------- |
| 20.01.2021 | 16:30 | Chile     | -         | Corea del Sur | 44-33     |
| 22.01.2021 | 19:00 | Austria   | -         | Chile         | 33-31     |
| 24.01.2021 | 16:30 | Chile     | -         | Marruecos     | 28-17     |

- (¹) – Todos en Nueva Capital de Egipto.

Partido por el 27.° lugar
| Fecha      | Hora² | Partido¹ | Partido¹ | Partido¹                        | Resultado |
| ---------- | ----- | -------- | -------- | ------------------------------- | --------- |
| 27.01.2021 | 16:00 | Chile    | -        | República Democrática del Congo | 35-30     |

- (¹) – Partido en Nueva Capital de Egipto.

## Historial

### Juegos Olímpicos
- 1936 - No participó
- 1972 - No participó
- 1976 - No participó
- 1980 - No participó
- 1984 - No participó
- 1988 - No participó
- 1992 - No participó
- 1996 - No participó
- 2000 - No participó
- 2004 - No participó
- 2008 - No participó
- 2012 - No participó
- 2016 - No participó

### Campeonatos del Mundo
- 1938: No participó
- 1954: No participó
- 1958: No participó
- 1961: No participó
- 1964: No participó
- 1967: No participó
- 1970: No participó
- 1974: No participó
- 1978: No participó
- 1982: No participó
- 1986: No participó
- 1990: No participó
- 1993: No participó
- 1995: No participó
- 1997: No participó
- 1999: No participó
- 2001: No participó
- 2003: No participó
- 2005: No participó
- 2007: No participó
- 2009: No participó
- 2011: 22.º
- 2013: 23.º
- 2015: 23.º
- 2017: 21.º
- 2019: 16.º
- 2021: 27.º
- 2023: 26.º
- 2025: Clasificado

### Campeonato Panamericano
- 1981: 7°
- 2002: 5°
- 2004: 4°
- 2006: 6°
- 2008: 4°
- 2010: 3.°  Tercera
- 2012: 3.°  Tercera
- 2014: 3.°  Tercera
- 2016: 2.°  Segunda
- 2018: 3.°  Tercera

### Juegos Panamericanos
| - 1987: No participó - 1991: No participó - 1995: No participó - 1999: No participó - 2003: 5.° - 2007: 5.° - 2011: 3.° Tercera - 2015: 3.° Tercera - 2019: 2.° Segunda - 2023: 3.° Tercera |

### Campeonato Sudamericano y Centroamericano
| - 2020: 4.° - 2022: 3.° Tercera - 2024: 3.° Tercera |

### Juegos Odesur
| - 2006: 3.° Tercera - 2010: 3.° Tercera - 2014: 3.° Tercera - 2018: 3.° Tercera - 2022: 2.° Segunda |

### Juegos Bolivarianos
| - 2013: No participó - 2017: 1.° Primera - 2022: 1.° Primera |

## Jugadores

### Última convocatoria
Los siguientes jugadores fueron convocados para el Campeonato Mundial de Balonmano Masculino de 2017.
| N.º | Jugador                 | Posición          | Club                  | Altura (m) | Peso (kg) |
| --- | ----------------------- | ----------------- | --------------------- | ---------- | --------- |
| 1   | Felipe Barrientos       | Arquero           | BM Italiano           | 1,87       | 90        |
| 2   | Sebastián Ceballos      | Extremo izquierdo | BM Zamora             | 1,75       | 75        |
| 4   | Erwin Feuchtmann        | Lateral izquierdo | SGH Insignis          | 1,90       | 95        |
| 6   | Pablo Baeza             | Extremo derecho   | BM Usab               | 1,78       | 90        |
| 7   | Diego Reyes             | Lateral izquierdo | BM Alarcos            | 1,82       | 87        |
| 8   | Erik Caniu              | Extremo derecho   | BM Luterano           | 1,85       | 88        |
| 9   | Javier Frelijj          | Pívot             | BM Inter              | 1,90       | 106       |
| 10  | Emil Feuchtmann         | Central           | Wacker Thum           | 1,76       | 88        |
| 11  | Esteban Joaquín Salinas | Pívot             | BM Benidorm           | 1,80       | 90        |
| 12  | Felipe García           | Arquero           | Myk Hentbol           | 1,88       | 87        |
| 16  | René Oliva              | Arquero           | BM Ovalle             | 1,96       | 86        |
| 17  | Rodrigo Salinas         | Lateral derecho   | Chartres Metropole 28 | 1,88       | 90        |
| 20  | Harald Feuchtmann       | Extremo izquierdo | DJK Waldbutterlbrunn  | 1,76       | 84        |
| 21  | Cristian Moll           | Central           | Sant Joan             | 1,85       | 85        |
| 28  | José López              | Pívot             | Unión Machalí         | 1,92       | 106       |
| 77  | Víctor Donoso           | Lateral izquierdo | Montelimar            | 1,90       | 100       |

## Cuerpo técnico

### Desde 2016
Durante los campeonatos mundiales de 2017, 2019 y 2021, y los Juegos Panamericanos de 2019, el cuerpo técnico estuvo formado por el español Mateo Garralda como primer entrenador, asistido por el chileno Claudio Lira y el español Ike Cotrina, el argentino Roberto Garcés como preparador físico y el fisioterapeuta chileno Marcelo Avendaño.